# Anders Henrikson
Anders Henrikson (Estocolmo, 13 de junho de 1896 — Estocolmo, 17 de outubro de 1965) foi um ator e cineasta sueco.